# Breitner Academie
De Breitner Academie (voorheen Academie voor Beeldende Vorming) is de oudste opleiding voor beeldend onderwijs in Nederland. De start vond plaats in 1881 in het Rijksmuseum als ‘Rijks Normaalschool voor Teekenonderwijs’. De Breitner Academie is onderdeel van de Amsterdamse Hogeschool voor de Kunsten en biedt de enige zelfstandige docentenopleiding in de beeldende vakken in Nederland. De vierjarige bacheloropleiding 'docent beeldende kunst en vormgeving' wordt in voltijd aangeboden.

## Geschiedenis

### Rijksnormaalschool voor Teekenonderwijs (1881-1938)
De Breitner Academie is de oudste opleiding voor beeldend onderwijs in Nederland. De start vond plaats in 1881 in het Rijksmuseum als ‘Rijks Normaalschool voor Teekenonderwijs’.

### Opleiding tot tekenleraren, afdeling van het Instituut voor Kunstnijverheidsonderwijs (1938-1976)
Het Instituut voor Kunstnijverheidsonderwijs ontstond in 1924 na een fusie van de Kunstnijverheidsschool Quellinus, de Teekenschool voor Kunstambachten en de Dagteeken- en kunstambachtschool voor meisjes. In 1938 werden opleiding en personeel van het Rijksinstituut tot Opleiding van Teekenleeraren ondergebracht bij het Instituut voor het Kunstnijverheidsonderwijs, de huidige Gerrit Rietveld Academie onder directeurschap van architect Mart Stam. Tussen 1938 en 1966, het moment van verhuizing van de opleiding vanuit het Rijksmuseum naar het nieuwe glazen gebouw van de Gerrit Rietveld Academie aan de Prinses Irenestraat (nu Fred. Roeskestraat), maakte de opleiding onder leiding van adjunct-directeur Jan F. Jansen een geleidelijke ontwikkeling door van een lerarenopleiding voor traditioneel tekenonderwijs naar een kunstopleiding waarbij de creatieve ontwikkeling van het individu centraal staat. Rond 1950 leverde de opleiding kunstenaars af die naam maakten: Jan Beutener, Jaap Hillenius, Cornelius Rogge en Aat Veldhoen, en in de tweede helft van de jaren 1950 Reinier Lucassen, Gustave Asselbergs en Jan Roeland.

### Amsterdamse Academie voor Beeldende Vorming (1978-2015)
De verstandhouding tussen de lerarenopleiding en de kunstvakopleiding was niet best, waardoor het niet lang duurde eer de ‘aktenopleiding’ aangaf zelfstandig te willen worden. Men vertrok in 1971 daadwerkelijk naar een ander adres – de Lutmastraat – en richtte twee nieuwe afdelingen op: handvaardigheid en textiele werkvormen. De oude MO-akten werden afgebouwd in opdracht van het ministerie, om in 1978 plaats te maken voor de eerstegraadsbevoegdheid. In 1978 markeerde directeur Wijnand van Schothorst een hernieuwde start met een nieuwe naam: de Amsterdamse Academie voor Beeldende Vorming.
Binnen tien jaar stond de volgende verandering voor de deur, onder druk van de politiek. De school, sinds 1987 onder leiding van Willebrord de Winter, stemde toe in een fusie met andere kunst- en cultuuropleidingen – de Nederlandse Film en Televisie Academie, de Academie van Bouwkunst en de Reinwardt Academie (Leiden) – en ging verder onder de vlag Amsterdamse Hogeschool voor de Kunsten (AHK), die in 1987 werd gesticht. Korte tijd later sloot de Theaterschool zich aan en in 1988 ook het Sweelinck Conservatorium en het Hilversums Conservatorium.
In 1997 betrok de Academie voor Beeldende Vorming het pand aan het Hortusplantsoen 1-3 te Amsterdam. In 2001 fuseerde de academie met de tweedegraadsopleiding Tekenen, Handvaardigheid, Textiel van de Hogeschool van Amsterdam, en werd omgezet in een ongegradeerde bacheloropleiding die opleidt voor onderwijsbevoegdheid in het hele binnen- en buitenschoolse veld.

### Breitner Academie (2016-heden)
Vanaf 2016 is de academie gehuisvest aan het Overhoeksplein 1-2, naast filmmuseum EYE en Tolhuistuin in het voormalige Groot Laboratorium. De academie kreeg de nieuwe naam Breitner Academie, vernoemd naar de Amsterdamse kunstenaar George Hendrik Breitner.

## Bekende oud-leerlingen
Oud-leerlingen van de Academie voor Beeldende Vorming en de Breitner Academie:
- Gustave Asselbergs
- Petra Boshart
- Hans van Dokkum
- Theo Molkenboer
- Rachel Fernhout-Pellekaan
- Iris Le Rütte